# Dumitru Arhip
Dmitri (Dumitru) Arhip (n. 12 noiembrie 1988) este un rugbist din Republica Moldova care din anul 2012 evoluează la echipa galeză Ospreys pe postul de pilier (prop) sau taloneur (hooker). De asemenea, este jucător de bază la echipa națională de rugby a Republicii Moldova.
Înainte de a ajunge la Ospreys în 2012, Arhip a jucat la echipele CS Dinamo București, Bridgend Ravens și Bluemarine Chișinău, iar în 2012 a devenit campion al Rusiei cu echipa Enisei Krasnoiarsk, alături de fratele său, Victor, care la fel este rugbist.
În anul 2012 a fost desemnat cel mai bun rugbist din Moldova.